# Stixis scandens
Stixis scandens là một loài thực vật có hoa trong họ Stixaceae. Loài này được Lour. miêu tả khoa học đầu tiên năm 1790.